# Imad ad-Dawla Ali
`Alî, dit Emad o-dowleh ou `Imad ad-Dawla (Pilier de l'État) (vers 891 - décembre 949) fut le fondateur de la dynastie bouyide en Iran à Chiraz à partir de 934 jusqu'à sa mort.

## Biographie
`Alî se met d'abord au service du sultan samanide Nasr II et devient un membre de l'entourage du souverain. Il a peut-être pris contact avec le gouverneur des Samanides le Gorgan et Ray dès 928. Il aurait fait une suggestion à Nasr II qui lui vaut une position élevée et des engagements dans l'armée pour ses deux frères Rukn ad-Dawla Hasan, et Mu`izz ad-Dawla Ahmad qui sont les fils de Bûyah (ou Boyeh) l'éponyme de la dynastie. 
En 930, le gouverneur du Gorgan et de Ray qui avait pris `Alî sous sa protection, se révolte contre son suzerain samanide. Il s'empare du Khorasan et subit par conséquent l'attaque du prince ziyaride Mardâvij qui le contraint à abandonner le Tabaristan. `Alî est ses frères s'arrangent à passer dans le camp de Mardâvij au moment où il se prépare à la conquête du sud des montagnes de l'Elbourz jusqu'à Qazvin. Peu après, Mardâvij attribue à `Alî le poste de gouverneur de la ville de Karaj une ville stratégiquement importante 40 km à l'ouest de Ray. `Alî est alors averti par le vizir de Mardâvij qu'il projette en fait de l'éliminer. `Alî quitte précipitamment Ray pour Karaj.
`Alî entreprend d'étendre son domaine à l'aide d'une petite troupe de daylamites. Faisant mouvement contre les Khurramites qui occupent les montagnes voisines. Il prend le contrôle de la région. Il renforce le loyalisme de ses troupes même si Mardâvij essaie de les inciter à se rebeller.

### Fondation de l'état bouyide
Dans le but de conforter sa position, `Alî décide de s'emparer des environs d'Ispahan alors sous l'autorité d'un gouverneur abbasside nommé Yaqut. Celui-ci ne peut résister mais l'approche de Mardâvij contraint `Alî à se retirer et à laisser la place aux Ziyarides. `Alî parvient cependant à prendre Arrajan une ville située entre le Fars et le Khuzestân.
Après avoir passé l'hiver à Arrajan, `Alî décide de partir en campagne dans le Fars au printemps 933. Il rencontre de nouveau Yaqut qui est aussi gouverneur du Fars. Il trouve un nouvel allié en Zayd ibn Ali al-Naubandagani un grand propriétaire terrien qui déteste les Abbassides. Après quelques batailles, `Alî entre à Chiraz la capitale du Fars en mai ou juin 934. Chiraz va rester aux mains des Bouyides jusqu'en 1062.
En vue d'empêcher Mardâvij de revendiquer sa suzeraineté sur ce territoire, `Alî se déclare vassal du calife. En septembre ou octobre 934, `Alî reçoit les envoyés du calife qui viennent lui remettre les insignes de sa charge de vice-roi. `Alî rechigne à payer le tribut au calife. Deux ans après leur arrivée, l'un des émissaires du calife meurt à Chiraz sans qu'aucun tribut n'ait été versé.
Mardâvij continue de poser des problèmes. Il essaie de conquérir le Khuzestân qui était sous l'autorité du calife afin de couper les Bouyides du territoire du califat. Comme le calife s'empresse de reconnaître l'autorité des Ziyarides cela contraint `Alî à se soumettre à celle de Mardâvij. Celui-ci ne jouit pas longtemps de son autorité car il est assassiné en janvier 935. `Alî fait pression pour qu'on reconnaisse sa souveraineté sur le Khuzestân et pour cela il occupe Askar Mukram. Les Bouyides et le calife font un accord : `Alî est confirmé comme souverain du Fars et Yaqut prend le Khuzestân.

### L'état Bouyide prend forme
`Alî est renforcé par l'apport des mercenaires turcs qui l'on rejoint après la mort de Mardâvij et par la disparition du contrôle des Ziyarides sur l'Iran central. Il décide qu'Ispahan est maintenant prenable. Et il envoie son frère Hasan accomplir la tâche. Vushmagîr le successeur de Mardâvij est aux prises avec les Samanides. Il laisse la place mais la reprend ensuite. Bien qu'il ne reçoive pas beaucoup d'aide venant d'`Alî, Hassan continue à s'implanter en Iran central. En 940, il conquiert réellement Ispahan et après une bataille contre Vushmagîr, il lui prend Ray. `Alî envoie son plus jeune frère Ahmad à la conquête de Kerman, la province semble être près de tomber sous le contrôle des Bouyides mais le contrôle direct n'est pas établi et `Alî rappelle son frère.
`Alî envoie Ahmad vers le Khuzestân où une dynastie locale originaire de Bassorah a pris le pouvoir de fait et tente d'échapper à l'autorité du calife. Ils demandent à `Alî son aide pour se débarrasser de la tutelle du calife. Cette demande donne à Ahmad le prétexte d'entrer au Khuzestân. Bien que la dynastie locale renforce sa position et va même jusqu'à menacer Bagdad, Ahmad finit par pendre le contrôle du Khuzestân par lui-même. De là Ahmad entreprend une série de campagnes vers l'Irak.
En 945, Ahmad entre dans Bagdad. Le calife Al-Mustakfi attribue aux trois frères des surnoms arabes honorifiques. `Alî reçoit le surnom de « `Imâd ad-Dawla» (Pilier de l'État), Hassan devient « Rukn ad-Dawla » (Soutien de l'État) et le conquérant de Bagdad, Ahmad est surnommé « Mu`izz ad-Dawla » (Réconfort de l'État), et reçoit aussi le titre d'« émir des émirs ». Malgré ce titre c'est `Alî `Imâd ad-Dawla qui garde la prééminence sur ses deux frères en revendiquant pour lui-même le titre d'aîné des émirs.
En 948, Hasan a affermi sa position en Iran Central, fixant ainsi les limites de l'empire bouyide.
`Imad ad-Dawla `Alî n'est pas complètement maître de l'empire bouyide. Rukn ad-Dawla Hasan garde une certaine indépendance à son égard parce qu'il n'a pas reçu d'aide d'`Alî dans sa conquête de l'Iran Central. En revanche, Ahmad qui a eu besoin de l'aide d'`Alî pour sa conquête de Khuzestân n'apparaît pas comme un prince indépendant et reste le subordonné d'`Alî malgré le titre « d'émirs des émirs » donné par le calife.
N'ayant pas de descendant, `Imad ad-Dawla `Alî désigne comme successeur Fannâ Khusraw, fils aîné de Rukn ad-Dawla Hasan. `Imad ad-Dawla `Alî décède en décembre 949. Les frères d'`Alî aident Fannâ Khusraw à prendre le pouvoir à Chiraz. Fannâ Khusraw prend le surnom d'`Adhud ad-Dawla (L'auxiliaire de l'État). Rukn ad-Dawla, qui est le Bouyide le plus puissant, réclame le titre d'aîné des émirs. Mu`izz ad-Dawla et `Adhud ad-Dawla lui reconnaissent cette prérogative.